# Necrópolis ibérica del Corral de Saus

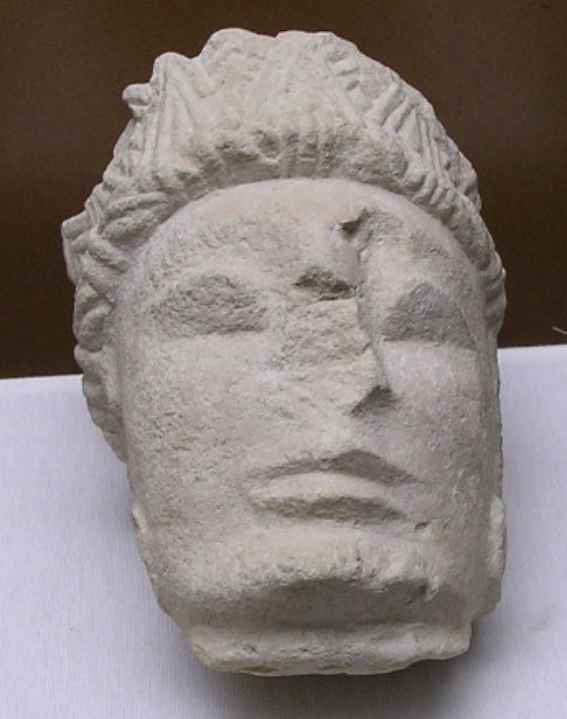
Cabeza femenina procedente de la necrópolis ibérica del Corral de Saus.

La necrópolis ibérica del Corral de Saus (siglos V-III a. C.) se localizada en Mogente (Provincia de Valencia, España), en la partida de Garamoixent, en la finca del Corral de Saus. Fue descubierta en 1971. El arqueólogo que dirige esta excavación desde su descubrimiento es el Dr. José Aparicio Pérez, miembro de la Real Academia de Historia de España.
La necrópolis se sitúa al pie del monte Castellet de Baix en el que asentó un poblado ibérico, actualmente destruido en su totalidad. Entre los descubrimientos más destacados se encuentran los de varias tumbas en que se reutilizaron restos escultóricos como material de construcción, como los restos de "Las Damitas", y de "La sirena". Se han identificado numerosos fragmentos que incluyen un busto con ojos almendrados y sonrisa arcaica, y que podría corresponder al busto de la sirena, y un bloque con bajorrelieve de un jinete. También se han hallado amplias zonas con empedrado de guijarros, sillares, bloques con restos de decoración, y tumbas protegidas por pequeñas piedras. Entre la cerámica destacan fragmentos y piezas con decoración geométrica y floral, zoomorfa con aves, peces, esfinges, humana. 
Los hallazgos parecen indicar una fase final de la necrópolis correspondiente al siglo III a. C. en que se reutilizaron materiales arquitectónicos y escultóricos de época anterior. Los materiales arquitectónicos y escultóricos reutilizados procederían probablemente de un monumento tipo pilar-estela, que incluiría las damitas en cuyo remate se colocaría la figura de la sirena, posiblemente un túmulo principesco del siglo VI o V a. C.